# Maryna Zołatawa
Maryna Zołatawa (ur. 6 listopada 1977 w Mińsku) – białoruska dziennikarka i więzień polityczny.

## Życiorys
Studiowała filologię bułgarską na Białoruskim Uniwersytecie Państwowym. Następnie ukończyła studia podyplomowe w Instytucie Językoznawstwa Narodowej Akademii Nauk Białorusi. Pracowała w Instytucie Problemów Naukowych, a potem w agencji BiełaPAN. Od 2004 roku prowadzi niezależny portal Tut.by. W sierpniu 2018 roku została aresztowana w związku z zarzutem nielegalnego dostępu do płatnych informacji agencji BiełTA razem z kilkoma innymi dziennikarzami. Jako jedyna nie została zwolniona, a w lutym 2019 roku odbył się proces w wyniku którego została skazana i ukarana grzywną w wysokość 7650 rubli i kosztami sądowymi w wysokości 6000 rubli. Zabroniono jej wyjazdu z kraju.
W ramach sprawy karnej została aresztowana wraz z innymi pracownikami Tut.by 18 maja 2021 roku pod zarzutem współudziału w uchylaniu się od płacenia podatków. 25 maja 2021 roku dziewięć organizacji, między innymi: Centrum Obrony Praw Człowieka Wiosna, Białoruskie Stowarzyszenie Dziennikarzy, Białoruski Komitet Helsiński, uznały ją za więźnia politycznego. 14 września 2021 roku patronat nad więźniem politycznym objął Alois Rainer, poseł do Bundestagu. W marcu 2023 r. zarówno Zołatawa została skazana na 12 lat kolonii karnej o powszechnym reżimie.

## Nagrody
- Tygodnik Nasza Niwa nadał jej tytuł Człowieka roku 2018[10].
- W 2019 roku była pierwszą laureatką nagrody Gonar żurnałіstykі imieni Alesia Lipaja. Nagroda została ustanowiona przez agencję BiełaPAN i jest wręczana 9 kwietnia w dniu urodzin Alaksandra Lipaja[11].

## Życie prywatne
Jest mężatką ma córkę Nadjeżdę i syna Fedora.